# Adamstown
Pour les articles homonymes, voir Adamstown (homonymie).
Adamstown, nommée d’après le nom d'un des mutins du HMS Bounty (1790), John Adams, est le seul village et donc par défaut la capitale des Îles Pitcairn (seule l’île principale dite île Pitcairn est habitée).

## Géographie
Adamstown est localisée dans le centre du nord de l’île. Elle fait face à l'océan Pacifique et se trouve non loin du port de Bounty, le seul endroit où l'on peut accoster sur l'île. Sa population regroupe toute la population de l’île soit environ 40 habitants. Cela fait de cette ville la seconde plus petite capitale du monde (même si le statut des îles Pitcairn n'en fait pas un État indépendant).
On trouve dans le village :
- une école avec un petit musée joint (Monochrome, Huile de Toile) ;
- une infirmerie, avec une infirmière mais aucun médecin ;
- une mairie, avec une salle des fêtes communale ;
- une petite église adventiste ;
- un poste de police avec deux cellules de détention ;
- un magasin de ravitaillement.
- une station météorologique
- des toilettes publiques

Le courant est fourni grâce à deux générateurs diesel ; cependant l’alimentation n'est pas garantie 24h/24. Il n'y a pas d'approvisionnement central en eau : chaque maison dispose de sa propre citerne.
La ville dispose de lignes téléphoniques, d’un accès à internet (avec son propre domaine national .pn) et à la télévision. 
Adamstown est gérée par six personnes, qui entourent le maire. Chaque membre est directement élu. L’actuel maire est Mike Warren.

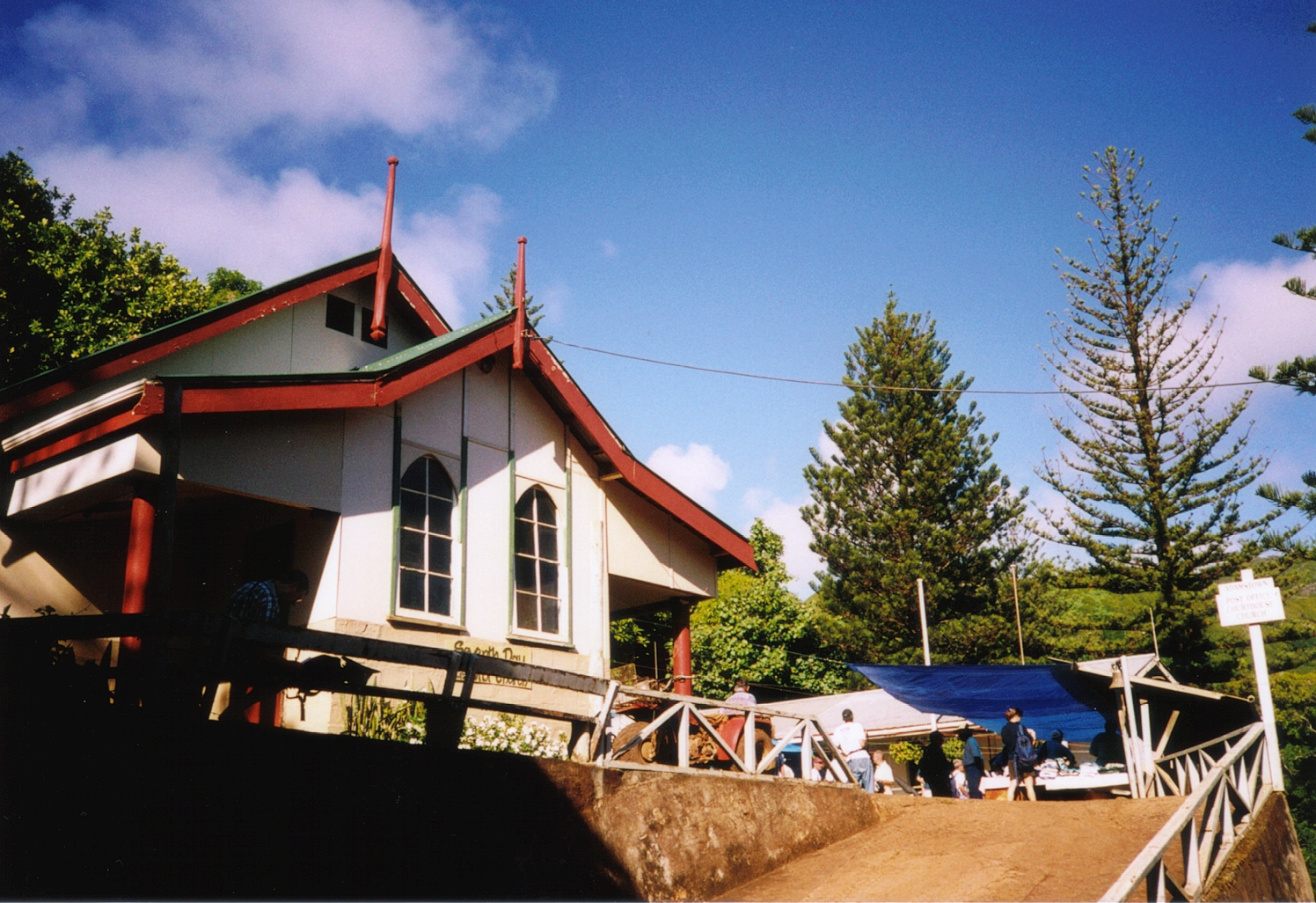
Église d’Adamstown.

Si l'on en croit Google Maps, l'unique rue de la ville se nomme "The Hill of Difficulty" (qu'on pourrait traduire par "la colline de difficulté").

## Ravitaillement

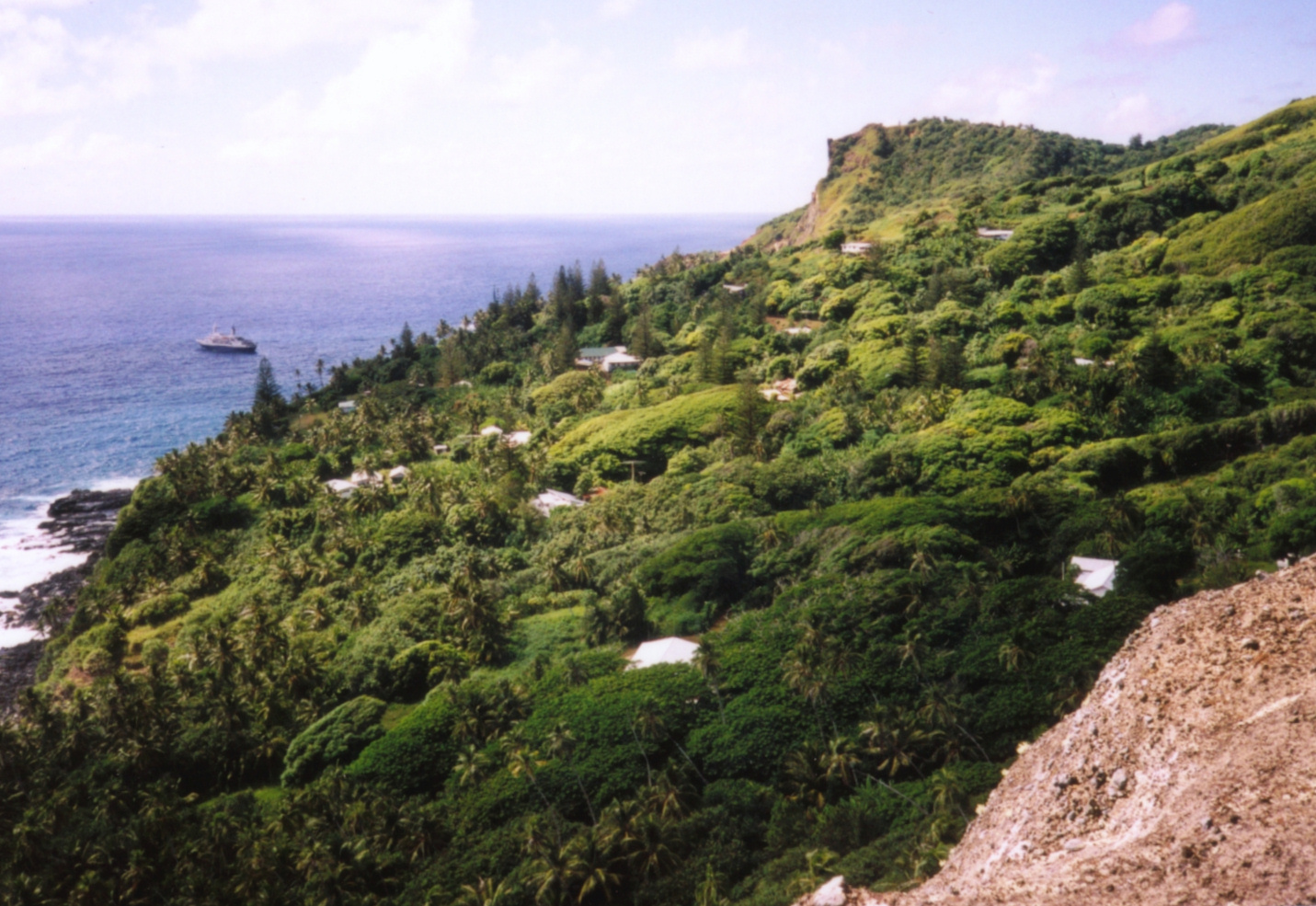
Adamstown.

Un navire de ravitaillement vient de Nouvelle-Zélande tous les 3 mois. La Marine nationale française (la Polynésie française est la plus proche terre) effectue aussi des missions régulières de ravitaillement en combustible (pour les baleinières, les générateurs électriques et les quads des habitants, principaux moyens de locomotion). Un médecin prend part à la mission et consulte sur place pour ceux qui en font la demande.